# صندوق پرنده
صندوق پرنده (به دانمارکی: Den flyvende Kuffert) داستان افسانه ای از شاعر و نویسنده دانمارکی هانس کریستین اندرسن در مورد جوانی است که دارای یک صندوق پرنده است که وی را با خود به عثمانی می‌برد و در آنجا با دختر سلطان دیدار می‌کند. این داستان برای اولین بار در سال ۱۸۳۹ منتشر شد. 

## خلاصه داستان
بازرگانی آنقدر ثروتمند بود که تنها با سکه‌های طلایش می‌توانست خیابان پهن و درازی را فرش کند.
وقتی که او مرد تمام داراییش به تنها پسرش رسید. اما این پسر برخلاف پدرش هیچوقت در فکر جمع آوری ثروت نبود؛ بلکه پول‌ها را بی حساب خرج می‌کرد و منظورش این بود که تفریح کند و از زندگی لذت بیشتری برد. 
دوستانش که آن همه از او حساب برده بودند با دیدن بیچارگی او از دور و برش پراکنده شدند و او را به حال خودش رها کردند، 
پسر بازرگان که چیزی برایش نمانده بود با خشم به درون صندوق پرید و سعی کرد درش را ببندد.
از قضای روزگار این صندوق سحر آمیز بود و صندوق بدون اینکه او بداند به کجا می‌رود به هوا برخاست! صندوق پس از آنکه مدتی در آسمان حرکت کرد در جایی پایین آمد که معلوم شد نزدیک پایتخت عثمانی است!

## تحلیل و بررسی
صندوق نشان می‌دهد فرشهای پرواز " هزار و یک شب "، مجموعه ای از داستان‌هایی که اندرسن در کودکی می‌خواند و دوست داشت.

## انتشار
این داستان برای اولین بار در کپنهاگ توسط کالیفرنیا ریزل در ۱۹ اکتبر ۱۸۳۹ به عنوان بخشی از افسانه‌های گفته شده برای کودکان منتشر شد. مجموعه جدید. جلد دوم ۱۸۳۹(ماجرا، گفته شده برای بورن). مجموعه جدید اندت هفت ۱۸۳۹) «صندوق پرواز» دومین داستان در کتابچه با «باغ بهشت» اولین و «لک لکها» جلد سوم و آخر است. «صندوق پرواز» دوباره در ۱۸ دسامبر ۱۸۴۹ به عنوان بخشی از افسانه‌ها منتشر شد. (ماجراجویی. ۱۸۵۰.)، و دوباره ۱۵ دسامبر ۱۸۶۲ به عنوان بخشی از داستان‌های پری و داستان‌ها. جلد اول (ماجراجویی و داستان)

## همچنین ببینید
صندوق پرنده جلد ۸